# Le Girouard
Le Girouard is een gemeente in het Franse departement Vendée (regio Pays de la Loire) en telt 651 inwoners (2004). De plaats maakt deel uit van het arrondissement Les Sables-d'Olonne.

## Geografie
De oppervlakte van Le Girouard bedraagt 24,5 km², de bevolkingsdichtheid is 26,6 inwoners per km².
De onderstaande kaart toont de ligging van Le Girouard met de belangrijkste infrastructuur en aangrenzende gemeenten.

## Demografie
Onderstaande figuur toont het verloop van het inwonertal (bron: INSEE-tellingen).

1. ↑  Populations de référence 2022.